# جی‌تی بای سیتروئن
جی‌تی بای سیتروئن (GT by Citroën) خودرویی اسپرت است.
موتور آن ۷۸۹ اسب بخار سیستم جعبه‌دندهٔ آن ۶ دنده است.